# Alberto Fasulo
Alberto Fasulo (San Vito al Tagliamento, 30 marzo 1976) è un regista italiano.

## Biografia
Dopo il corso di laurea in filosofia presso l'Università Ca' Foscari di Venezia, decide di trasferirsi a Roma per iniziare la sua carriera nel cinema.
Inizia questo suo percorso come assistente alla regia, in documentari e film di finzione; e dopo sette anni decide di produrre il suo primo lungometraggio, Rumore bianco, prodotto e distribuito nel 2008.
Si tratta di un'opera cinematografica che ha radici profonde nelle origini del regista e che si sviluppa come una vasta riscoperta delle tradizioni e dell'universo naturale che è il Tagliamento, in stretto collegamento con la natura europea del fiume.
Nel 2013 vince il Marc'Aurelio d'oro per il miglior film alla Festa del Cinema di Roma con il film Tir, storia di un ex professore croato che per guadagnare di più decide di lavorare per una ditta italiana come camionista, lavoro alienante, ma sarà l'ostinazione, l'efficienza e la buona volontà del protagonista a rendere avvincente la pellicola, che parla del paradigma che ormai il lavoro non nobilita l'uomo ma lo avvilisce.
Nel 2015 partecipa con il documentario Genitori al Festival di Locarno nella sezione Fuori Concorso.
Nel 2018 è nuovamente a Locarno nella selezione ufficiale del Concorso Internazionale con Menocchio.

## Filmografia
- Rumore bianco (2008)
- Tir (2013)
- Genitori (2015)
- Menocchio (2018)